# 1914 w nauce

## Nauki przyrodnicze i ścisłe

### Astronomia
- odkrycie Sinope, księżyca Jowisza

### Chemia
- odkrycie reakcji Cziczibabina

### Matematyka
- udowodnienie twierdzenia Carathéodory'ego

## Nagrody Nobla
- Fizyka – Max von Laue
- Chemia – Theodore William Richards
- Medycyna – Robert Bárány